# Đội tuyển bóng đá trong nhà U-20 quốc gia Việt Nam
Đội tuyển bóng đá trong nhà U-20 quốc gia Việt Nam đại diện Việt Nam tham dự các giải đấu bóng đá trong nhà dành cho độ tuổi 20 trở xuống.

## Lịch sử
Đội tuyển U-20 Futsal Việt Nam được thành lập ngày 23 tháng 4 năm 2017, trước vòng chung kết giải vô địch bóng đá trong nhà U-20 châu Á 2017. Khi đó, đội tập huấn tại Thành phố Hồ Chí Minh và Thái Lan trong các tháng 4, 5 năm 2017 với 20 cầu thủ. Khi hành quân sang Thái Lan tập huấn thì đăng ký 14 cầu thủ cho giải vô địch bóng đá trong nhà U-20 châu Á 2017. Ở giải đấu này, đội dừng bước vị trí thứ 3 vòng bảng.
Việt Nam lần thứ hai liên tiếp giành quyền góp mặt tại U-20 Futsal châu Á, lần này là kỳ 2019 sau khi kết thúc vòng loại khu vực Đông Nam Á năm 2018 với 2 trận thắng cùng 2 trận hòa. Tại vòng chung kết, đội lọt vào vòng đấu loại sau trận thắng Tajikistan và trận thua ngược Nhật Bản, khép lại cuộc hành trình của mình ở tứ kết thua Indonesia 5–7 sau khi bị đội bạn dẫn trước 5–0 tại một thời điểm trận đấu.
| Giải vô địch bóng đá trong nhà U-20 châu Á | Giải vô địch bóng đá trong nhà U-20 châu Á | Giải vô địch bóng đá trong nhà U-20 châu Á | Giải vô địch bóng đá trong nhà U-20 châu Á | Giải vô địch bóng đá trong nhà U-20 châu Á | Giải vô địch bóng đá trong nhà U-20 châu Á | Giải vô địch bóng đá trong nhà U-20 châu Á | Giải vô địch bóng đá trong nhà U-20 châu Á | Giải vô địch bóng đá trong nhà U-20 châu Á |
| Năm                                        | Vòng đấu                                   | Vị trí                                     | Pld                                        | W                                          | D*                                         | L                                          | GF                                         | GA                                         |
| ------------------------------------------ | ------------------------------------------ | ------------------------------------------ | ------------------------------------------ | ------------------------------------------ | ------------------------------------------ | ------------------------------------------ | ------------------------------------------ | ------------------------------------------ |
| 2017                                       | Vòng bảng                                  | 9/22                                       | 4                                          | 2                                          | 1                                          | 1                                          | 11                                         | 10                                         |
| 2019                                       | Tứ kết                                     | 7/12                                       | 3                                          | 1                                          | 0                                          | 2                                          | 8                                          | 10                                         |
| Tổng cộng                                  | Tứ kết                                     | 7/12                                       | 7                                          | 3                                          | 1                                          | 3                                          | 19                                         | 20                                         |

## Đội ngũ
Trước ngày khởi tranh giải U-20 châu Á năm 2019, tổng cộng 21 cầu thủ trong đó có 5 thủ môn gồm các cầu thủ từng tham dự vòng loại U20 futsal châu Á cùng các gương mặt khác như Minh Huy, Trung Thuận, Lễ Hiền, Minh Mẫn hay Hoàng Hải đã hội quân tại nhà thi đấu Thái Sơn Nam quận 8 vào mùng 9 tháng 5 đến ngày 7 tháng 6 thì lên đường sang Iran, quốc gia đăng cai U20 futsal châu Á 2019 để tập huấn và thi đấu 2 trận giao hữu.
Bên dưới là danh sách, thành phần đội trong đó có ban kỹ thuật và đội ngũ vận động viên thay đổi khác trước.

### Kỹ thuật
| Vai trò                | Tên                | Năm sinh | Địa phương   | Ngày bắt đầu       |
| ---------------------- | ------------------ | -------- | ------------ | ------------------ |
| Huấn luyện viên trưởng | Trương Quốc Tuấn   | 1979     | Cao Bằng     | 9 tháng 5 năm 2019 |
| Huấn luyện viên        | Nguyễn Đức Duy     | 1970     | Thái Sơn Nam | 9 tháng 5 năm 2019 |
| Huấn luyện viên        | Nguyễn Trọng Thiện | 1986     | Cao Bằng     | 9 tháng 5 năm 2019 |
| Huấn luyện viên        | Nguyễn Minh Hải    | 1980     | Thái Sơn Nam | 9 tháng 5 năm 2019 |
| Bác sĩ                 | Phan Thanh Cấp     | 1987     | Thái Sơn Nam | 9 tháng 5 năm 2019 |

### Vận động viên
|  | TM | Nguyễn Tăng Đình       | 2000 | Tân Hiệp Hưng   |  |  |
|  | TM | Pham Quốc Duy          | 2002 | Cao Bằng        |  |  |
|  | TM | Bùi Cao Nguyên Đạt     | 2001 | Cao Bằng        |  |  |
|  | TM | Thái Minh Huy          | 1999 | V&V             |  |  |
|  | TM | Trương Văn Thành       | 2001 | Cao Bằng        |  |  |
|  |    |                        |      |                 |  |  |
|  | FP | Châu Đoàn Phát         | 1999 | Thái Sơn Nam    |  |  |
|  | FP | Lâm Trung Thuận        | 2003 | Thái Sơn Nam    |  |  |
|  | FP | Nhan Gia Hưng          | 2002 | Cao Bằng        |  |  |
|  | FP | Huỳnh Mi Woen          | 2000 | Cao Bằng        |  |  |
|  | FP | Nguyễn Huỳnh Thanh Huy | 1999 | Cao Bằng        |  |  |
|  | FP | Nguyễn Hoàng Anh Vũ    | 1999 | Cao Bằng        |  |  |
|  | FP | Lý Lễ Hiền             | 2002 | Cao Bằng        |  |  |
|  | FP | Đoàn Minh Mẫn          | 2002 | Cao Bằng        |  |  |
|  | FP | Ngô Trung Vinh         | 2001 | Cao Bằng        |  |  |
|  | FP | An Lâm Tới             | 2001 | Thái Sơn Bắc    |  |  |
|  | FP | Triệu Xuân Linh        | 2001 | Thái Sơn Bắc    |  |  |
|  | FP | Đào Công Hoàng         | 2001 | Thái Sơn Bắc    |  |  |
|  | FP | Phạm Thành Sơn         | 1999 | Sanna Khánh Hòa |  |  |
|  | FP | Hà Đức Ngọc            | 1999 | V&V             |  |  |
|  | FP | Nguyễn Minh Đức        | 1999 | Tân Hiệp Hưng   |  |  |
|  | FP | Nguyễn Hoàng Hải       | 1999 | Đà Nẵng         |  |  |

## Lịch thi đấu
Giao hữu
| 10 tháng 6 năm 2019 Giao hữu | Mes Sungun | 7–3      | Việt Nam | Iran |
|                              |            | Chi tiết |          |      |

| 11 tháng 6 năm 2019 Giao hữu | Mes Sungun U-20 | 3–6      | Việt Nam | Iran |
|                              |                 | Chi tiết |          |      |

U-20 châu Á
| 15 tháng 6 năm 2019 Bảng C | Việt Nam                              | 2–1      | Tajikistan      | Tabriz, Iran                                                                        |  |
| 14:30 UTC+4:30             | Triệu Xuân Linh 13' · Hà Đức Ngọc 16' | Chi tiết | Idris Yorov 11' | Sân vận động: Pour Sharifi Lượng khán giả: 100 Trọng tài: Ridzuan Rozali (Malaysia) |  |

| 16 tháng 6 năm 2019 Bảng C | Nhật Bản                                 | 2–1      | Việt Nam       | Tabriz, Iran                                                               |  |
| 14:30 UTC+4:30             | Yamada Kaito 14' · Motoishi Takehiro 17' | Chi tiết | An Lâm Tới 14' | Sân vận động: Pour Sharifi Lượng khán giả: 80 Trọng tài: Ali Hafizi (Iran) |  |

| 18 tháng 6 năm 2019 Tứ kết | Indonesia                                                                                              | 7–5      | Việt Nam                                                                                 | Tabriz, Iran                                                                          |  |
| 11:00 UTC+4:30             | Abdussalam 10' · Muhammad Syaifullah 15', 22' · Muhammad Sanjaya 25' · Muh Agung Pandega 27', 32', 35' | Chi tiết | Nhan Gia Hưng 29' · Nguyễn Huỳnh Thanh Huy 34', 38' · An Lâm Tới 38' · Huỳnh Mi Woen 40' | Sân vận động: Pour Sharifi Lượng khán giả: 100 Trọng tài: Mahmoudreza Nasirloo (Iran) |  |